# Humvee (versions chinoises)

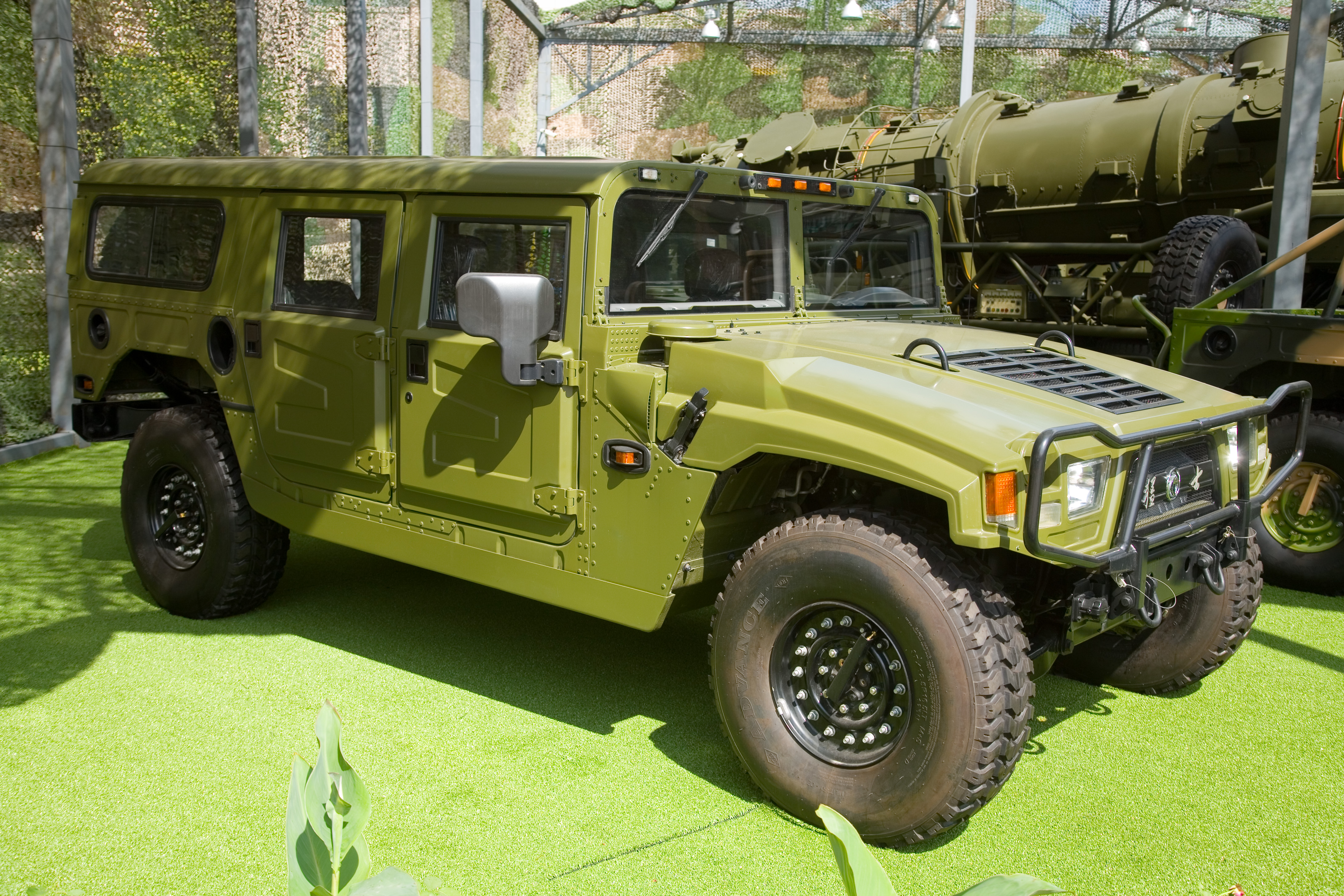
Un Dongfeng EQ2050, au musée militaire de la révolution populaire chinoise, pendant l'exposition Nos troupes vers le soleil.

Il existe au moins trois constructeurs automobiles chinois fabriquant des copies du véhicule américain Humvee.
La plupart de ces copies se basaient principalement sur des copies de pièces provenant des États-Unis, telles que le châssis, la boîte de vitesses ou le moteur Diesel. Ces compagnies ont désormais acquis la capacité de fabriquer elles-mêmes leurs pièces de rechange.

## Versions

### DF EQ2050

#### Historique

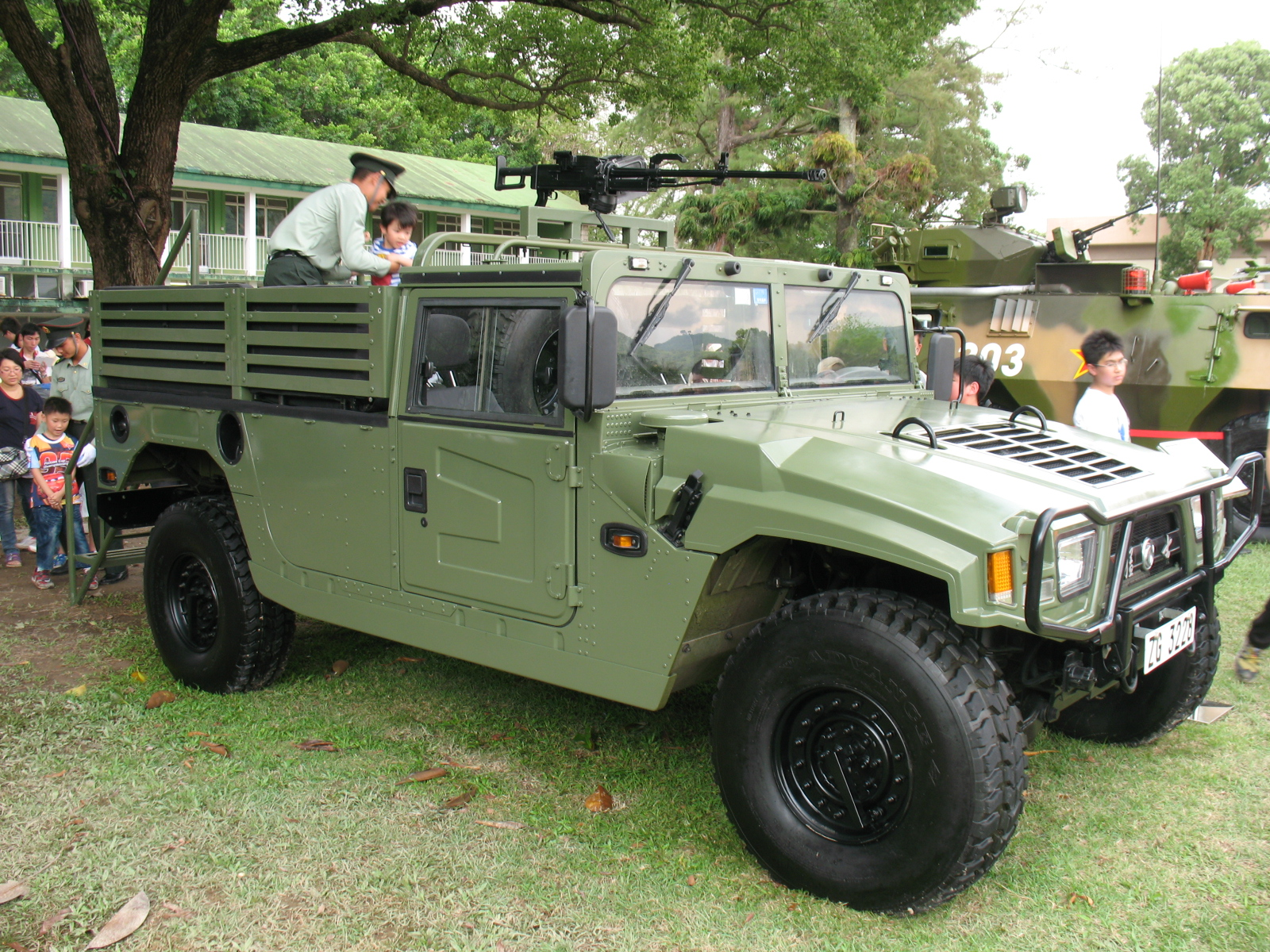
Un DF EQ2050 de la garnison de l'APL de Hong Kong en 2012.

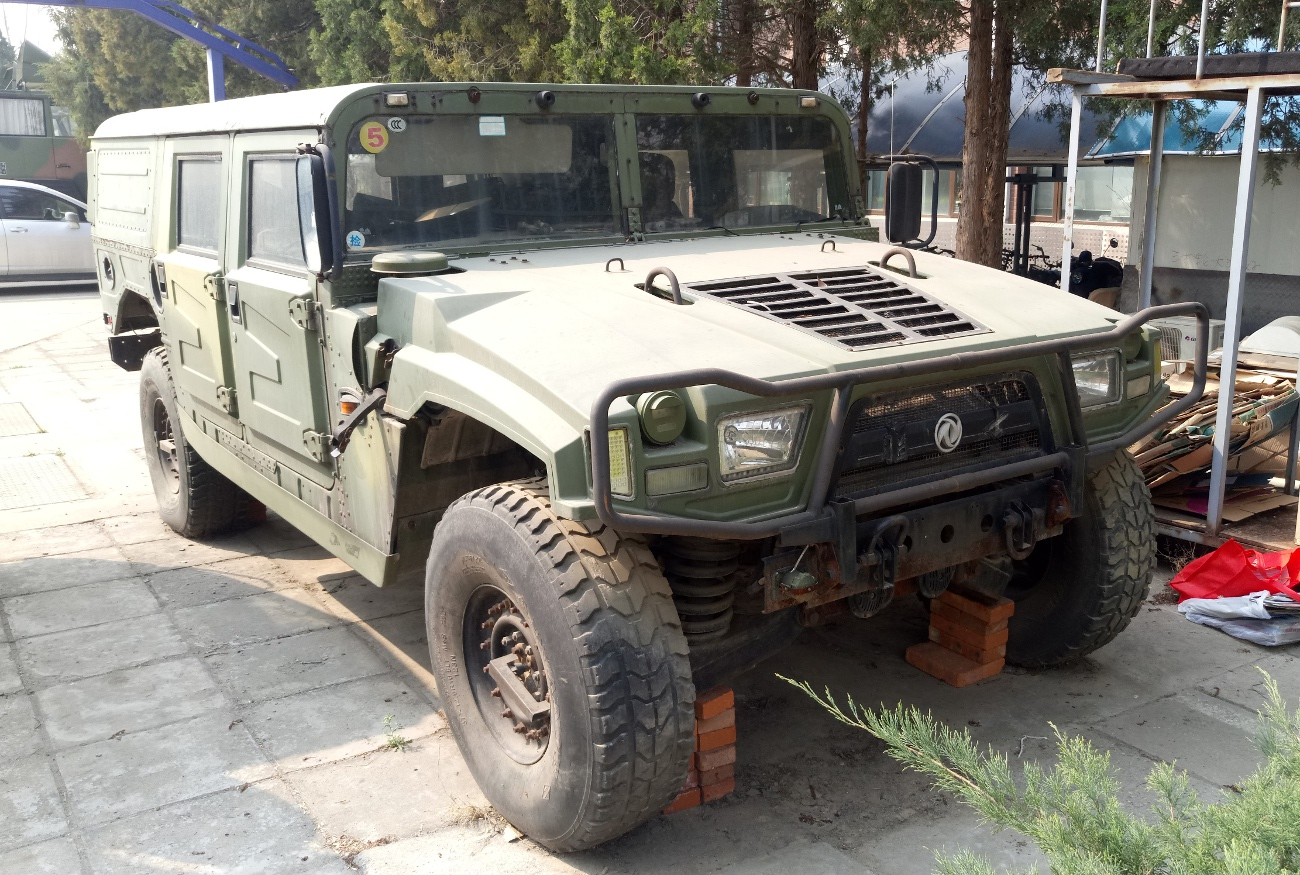
Un Dongfeng EQ2050 à Pékin.

Au cours du salon de la défense de Pékin de 1988, la firme AM General présente un véhicule tout-terrain 4 × 4 à l'armée populaire de libération.
L'armée populaire de libération ne montre pas d'intérêt pour ce véhicule jusqu'à la guerre du Golfe, au cours de laquelle elle commence à s'y intéresser. Les industries pétrolières chinoises s'équipent de Hummer civils auprès de sources commerciales américaines, ce qui donne à l'industrie de l'armement de la République populaire de Chine l'opportunité d'obtenir et d'examiner en détail le véhicule, afin d'opérer une rétroingénierie. Le véhicule EQ2050 fait ses débuts dans une exposition, en 2003, un an après la construction de son prototype.
Le véhicule devient, en 2004, le candidat préféré le l'APL qui en reçoit 57 exemplaires pour des essais, de 2004 à 2006. Les cent premiers EQ2050 sont assemblés avec des éléments mécaniques d'origine américaine. Il subit d'autres essais de validation du concept en 2006. Les EQ2050 sont ensuite livrés aux forces spéciales de l'APL, dans la zone militaire de Guangzhou.

#### Caractéristiques
Connu sous le nom de Mengshi, (guerrier), le Dongfeng EQ2050 est basé sur un châssis de Hummer H1 d'AM General et entraîné par un moteur turbo-diesel Cummins EQB150-20 110kW/2.700R, fabriqué sous licence par Dongfeng Motor Corporation. Il peut être équipé du V8 Diesel américain prévu à l'origine pour le Humvee,.
Les deux véhicules sont dotés d'une boîte de vitesses à 5 rapports et d'une boîte de transfert à 2 étages. Ils sont tous deux à transmission intégrale, dotés de suspensions indépendantes et d'un système de gonflage des pneus centralisé. L'EQ2050 possède une face-avant redessinée (phares et grille du radiateur). DFM a coopéré avec le constructeur AM General, afin d'obtenir des pièces détachées pour les premières séries d'EQ2050 produites.
L'EQ2050 a été adopté par les brigades d'intervention de la police chinoise et par les forces de sécurité intérieures,.
La version EQ2058, dotée d'une carrosserie blindée, est fabriquée pour des usages militaires. Une version civile est actuellement en cours de production par la DFM, utilisant des moteurs essence à la place des Diesels de la version de l'APL.

### SAC SFQ2040
L'Armée populaire de libération ayant besoin de remplacer sa vieille BJ 2020 (copie d'un modèle de jeep soviétique conçue par Ulyanovsky Avtomobilny Zavod), cherchait un véhicule de classe 1,5 T à haute mobilité. En 2002, Shenyang Aircraft Corporation dévoile son clone de Humvee, désigné SFQ2040 LieYing (faucon), mis en concurrence avec le Dongfeng,,. Si le Dongfeng est retenu, la copie de Shenyang est tout de même choisie pour élaborer un véhicule SAM.
Le système sol-air monté sur le SAC SFQ2040 est très similaire au véhicule de défense aérienne de l'US Army M1097 Avenger. SAC vante le faible prix d'achat de son véhicule, de 500 000 yuan, le tiers de son homologue américain. Quelques prototypes opérationnels sont assemblés de 2002 à 2003.
À l'inverse de l'EQ2050, utilisant un châssis en acier, le SFQ2040 emploie une structure en alliage d'aluminium qui le rend plus léger, même si les deux véhicules emportent un blindage léger offrant une protection limitée contre les armes de petit calibre. Les véhicules peuvent être dotés d'équipements supplémentaires, tels que l'air conditionné, le GPS, un système de vision de nuit, une radio, un treuil et un support multi-usages pour de l'armement. Il emploie un moteur turbo-diesel Cummins 48TAA-92.
SAC ayant perdu le marché au profit de DFM, elle tente de commercialiser sur le marché chinois une version civile du SFQ2040, sans résultats probants.

### Xiaolong XL2060
Un troisième clone existe, sous la désignation XL2060L Fierce Dragon, produit par Xiaolong Automotive Technologies Co., Ltd..
Les premiers véhicules sortent des lignes d'assemblage en octobre 2008 et des essais menés par l'APL ont lieu dans des zones reculées du Tibet,.
La conception du XL2060 fut en partie influencée par celles du Humvee et de l'Unimog. Une version civile est en cours de fabrication par XAT. Son prix, en 2012, est de un million de yuans.

## La tentative de General Motors en Chine

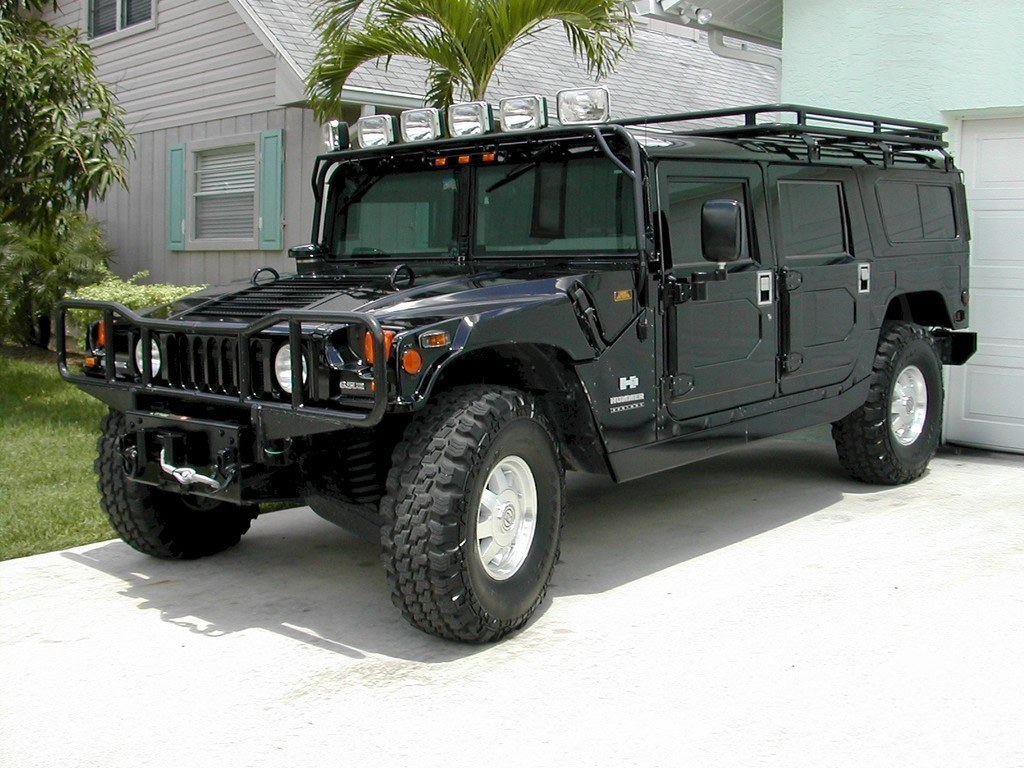
Le Hummer H1, le seul modèle produit par la coentreprise, d'octobre 2009 à février 2010.

Le 1er juin 2009, lors de l'annonce de la réorganisation de son entreprise, General Motors révèle que la production du Hummer va cesser ; toutefois, le lendemain, GM annonce qu'un accord a été conclu pour vendre la marque à un acheteur chinois. Peu après, le quotidien The New York Times révèle qu'il s'agit de Sichuan Tengzhong Heavy Industrial Machinery Company Ltd. basé à Chengdu,. Sichuan Tengzhong confirme l'information le jour même.
La transaction devait se terminer au cours du troisième trimestre 2009, soumise à des conditions de douane et à des autorisations réglementaires. Les termes finaux de l'accord ne furent jamais révélés. Le Crédit suisse agirait en tant que conseiller financier exclusif, alors que Shearman & Sterling endosserait les responsabilités de conseiller juridique pour Tengzhong pendant la transaction. Citi serait le conseiller financier de la General Motors.
General Motors annonce, le 9 octobre 2009, la vente de la totalité de l'activité Hummer à la firme chinoise et à un groupe d'investisseurs privés. Suolang Duoji, un entrepreneur privé avec des exploitations qui comprennent le producteur de thénardite coté à Hong Kong Lumena, détient les 20 % des parts, Sichuan possédant 80 % de la compagnie. La vente rapporte à GM environ 150 millions de dollars américains, même s'il faut attendre 2010 pour que la transaction soit acceptée par les services réglementaires américains et chinois. Le marché comprenait l'utilisation des deux usines déjà utilisées précédemment par GM jusqu'à juin 2011, voire avec une possible extension jusqu'à 2012.
Le 24 février 2010, le ministère du commerce de la république populaire de Chine rejette la demande de Tengzhong de racheter Hummer à la compagnie américaine. Cette date marque la fin de l'aventure General Motors en Chine.

## Utilisateurs
- Chine : Les Dongfeng EQ2050 sont en service au-sein de l'armée populaire de libération[22]. Aussi utilisés par les forces d'intervention de la police armée du peuple[7] et par les forces de sécurité publique[8],[4].
- Biélorussie : La Chine a donné 22 Dongfeng EQ2058 aux unités des forces spéciales. Livrés au cours d'un acte de transfert gratuit d'aides militaires à la suite d'un accord conclu entre la Biélorussie et la Chine le 19 juin 2012, ils ont été présentés pendant la parade militaire du jour de l'indépendance[23],[24],[25].
- Zimbabwe : Les Dongfeng EQ2050 sont utilisés par les forces armées du Zimbabwe. 100 exemplaires du Dongfeng EQ2050 ont été achetés en 2004 et d'autres ont suivi en 2007[26]. Actuellement 300 véhicules sont en service[10].
- Namibie : Une évaluation du véhicule d'assaut léger CS/VA1, a eu lieu fin 2012 en vue d'une possible commande pour les forces armées[27].